# Targetowanie
Targetowanie – proces polegający na selekcji konsumentów przez reklamodawców w celu określenia docelowej grupy odbiorczej, która w największym stopniu jest zainteresowana reklamowanym produktem.
Targetowanie w mass mediach tradycyjnych (telewizja, radio, prasa) polega na określeniu odpowiednich parametrów, które pozwolą dotrzeć do najbardziej interesującej nas grupy odbiorców. Do najważniejszych kryteriów należy tutaj:
- wybór medium – w zależności od reklamowanego produktu
- czas emisji reklamy – np. reklama dla dzieci przed dobranocką
- kontekst emisji reklamy – np. reklama piwa w środku meczu

W Internecie targetowania używa się przede wszystkim do określenia grupy odbiorców danej formy reklamowej. Przykładowo w mailingu targetowanie polega na określeniu odbiorców wiadomości reklamowej według wieku, płci czy miejsca zamieszkania. Portale internetowe bardzo często oferują reklamodawcom możliwość określenia odbiorców, którym dana reklama (np. banner, pop-up) będzie się wyświetlała.
Reklamodawcy sami w swoim zakresie mogą targetować swoje kampanie reklamowe w internecie poprzez wybór serwisów, w których będzie emitowana reklama.
Dzięki możliwościom oferowanym przez targetowanie reklamodawcy mogą zoptymalizować swoje wydatki na kampanie reklamowe w internecie. Odbywa się to dzięki zawężeniu grupy odbiorców reklamy tylko do osób, których może ona zainteresować. Dzięki temu reklamodawca nie ponosi kosztu wyświetlenia reklamy butów sportowych osobie, która zupełnie nie interesuję się sportem. Im bardziej szczegółowe targetowanie, tym skuteczność kampanii reklamowej jest wyższa przy tym samym poziomie zainwestowanych środków.

## Rodzaje targetowania w Internecie
- targetowanie kontekstowe
- targetowanie behawioralne